# در دنیای پدر من
در دنیای پدر من (به انگلیسی: In My Father's Den) یک فیلم نیوزیلندی در ژانر معمایی جنایی به کارگردانی برد مک‌گان است که در سال ۲۰۰۴ اکران شد. فیلمنامه این فیلم توسط برد مک‌گان بر اساس رمانی به همین نام نوشته موریس جی نوشته شده‌است.